# Saint-Didier-en-Bresse
Saint-Didier-en-Bresse település Franciaországban, Saône-et-Loire megyében. Lakosainak száma 183 fő (2022. január 1.). Saint-Didier-en-Bresse Toutenant, La Racineuse, Saint-Bonnet-en-Bresse, Saint-Martin-en-Bresse, Serrigny-en-Bresse és Verdun-Ciel községekkel határos.

## Népesség
A település népessége az elmúlt években az alábbi módon változott:
| Lakosok száma | 152  | 173  | 185  | 188  | 193  | 198  | 193  | 188  | 183  |
|               | 2013 | 2015 | 2016 | 2017 | 2018 | 2019 | 2020 | 2021 | 2022 |